# Гомес Фалькон, Исмаэль
Исмаэль Гомес Фалькон (исп. Ismael Gómez Falcón; 24 апреля 1985, Кадис) — испанский футболист, вратарь.

## Карьера
Исмаэль Фарангон начал карьеру в любительском клубе «Гадитана». Там его заметили в клубе «Кадис», куда он перешёл в 1998 году. С 2001 года он выступал за второй состав команды и регулярно вызывался на матчи первого состава клуба, где, однако, так и не дебютировал. Летом 2003 года он, в статусе свободного агента, перешёл в клуб «Атлетико Мадрид». 2 сезона он выступал за дублирующую команду «Атлетико». Зимой 2006 года он провёл 5 игр за основной состав команды, дебютировав в игре с «Атлетиком» (1:1), в которых пропустил 4 гола. В январе 2007 года Фалькон был арендован клубом «Эркулес». В этой команде Фалькон быстро стал игроком основы, проведя 11 матчей. Вернувшись в «Атлетико», Фалькон всё же не смог завоевать место в основе команды. В июле 2008 года Фалькон перешёл в «Сельту». В своём первом сезоне в Сельте, Фалькон провёл 13 игр в которых пропустил 20 голов.